# Rauchenberg (Aying)
Rauchenberg ist ein Gemeindeteil von Aying im oberbayerischen Landkreis München.

## Geographie
Die Einöde liegt circa drei Kilometer südlich von Aying an der Staatsstraße 2078.